# Aleksandr Fadiejew (łyżwiarz figurowy)
Aleksandr Władimirowicz Fadiejew (ros. Александр Владимирович Фадеев; ur. 4 stycznia 1964 w Kazaniu) – radziecki łyżwiarz figurowy, startujący w konkurencji solistów.

## życiorys
Mistrz świata z 1985 i trzykrotny brązowy medalista mistrzostw świata z 1984, 1986 i 1987. Czterokrotny mistrz Europy z 1984, 1984, 1987, 1988 i 1989.
Dwa razy brał udział w igrzyskach olimpijskich: W 1984 w Sarajewie zajął 7. miejsce, a w 1988 w Calgary 4. miejsce.
Mieszka i pracuje jako trener łyżwiarstwa w Chicago. 

## Osiągnięcia
| Zawody                                | 78–79          | 79–80          | 80–81          | 81–82          | 82–83          | 83–84          | 84–85          | 85–86          | 86–87          | 87–88          | 88–89          | 89–90          |                |                |                |                |                |
| Międzynarodowe                        | Międzynarodowe | Międzynarodowe | Międzynarodowe | Międzynarodowe | Międzynarodowe | Międzynarodowe | Międzynarodowe | Międzynarodowe | Międzynarodowe | Międzynarodowe | Międzynarodowe | Międzynarodowe | Międzynarodowe | Międzynarodowe | Międzynarodowe | Międzynarodowe | Międzynarodowe |
| ------------------------------------- | -------------- | -------------- | -------------- | -------------- | -------------- | -------------- | -------------- | -------------- | -------------- | -------------- | -------------- | -------------- | -------------- | -------------- | -------------- | -------------- | -------------- |
| Igrzyska olimpijskie                  |                |                |                |                |                | 7              |                |                |                | 4              |                |                |                |                |                |                |                |
| Mistrzostwa świata                    |                | 14             |                | 10             | 4              | 3              | 1              | 3              | 3              | WD             | 4              |                |                |                |                |                |                |
| Mistrzostwa Europy                    |                |                | 9              | 5              | 3              | 1              |                | 3              | 1              | 1              | 1              |                |                |                |                |                |                |
| NHK Trophy                            |                | 9              |                |                | 2              |                | 1              |                | WD             |                | 1              | 2              |                |                |                |                |                |
| Prize of Moscow News                  |                |                | 5              |                | 1              | 3              | 1              | 1              |                | 1              | 3              |                |                |                |                |                |                |
| Międzynarodowe: Kategorie młodzieżowe |                |                |                |                |                |                |                |                |                |                |                |                |                |                |                |                |                |
| Mistrzostwa świata juniorów           | 3              | 1              |                |                |                |                |                |                |                |                |                |                |                |                |                |                |                |
| Krajowe                               |                |                |                |                |                |                |                |                |                |                |                |                |                |                |                |                |                |
| Mistrzostwa Związku Radzieckiego      |                | 4              | 2              | 3              | 1              |                |                | 1              | 1              | 1              | 1              | 1              |                |                |                |                |                |

## Nagrody i odznaczenia
- Zasłużony Mistrz Sportu ZSRR – 1985[4]